# 훙중추 사건

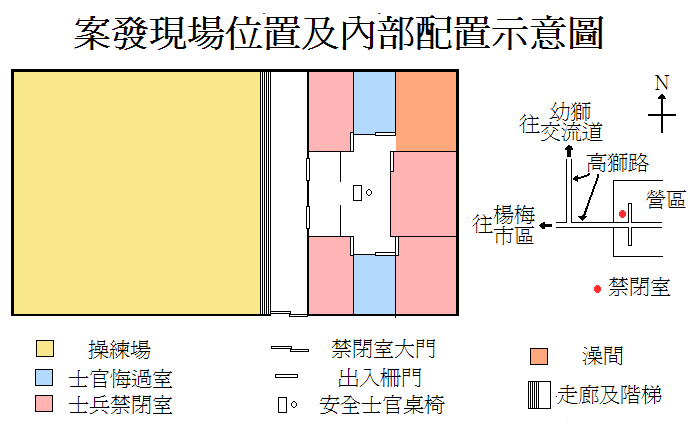
훙중추 사건 현장 안내도

훙중추 사건(중국어 정체자: 洪仲丘事件, 병음: Hóng Zhòngqiū Shìjiàn, 홍중구사건)은 2013년 7월 4일, 중화민국 육군 부대에서 훙중추(중국어 정체자: 洪仲丘, 병음: Hóng Zhòngqiū, 홍중구, 1989년 9월 8일 ~ 2013년 7월 4일) 하사가 사망한 사건이다. 훙중추가 사망할 당시에는 상병이였으나 계급 추서로 하사로 승진되었다.

## 사망경위
훙중추(1989년 9월 8일 ~ 2013년 7월 4일)는 징병에 의해 신주현 후커우향의 중화민국 육군 6군단 장갑 542여단에 소속되어 있었으며, 2013년 7월 6일에 퇴역할 예정이었다. 2013년 6월 말에 카메라폰과 MP3 플레이어를 군영에 반입을 하다 보안 규정에 저촉된다며 사관 상벌위원회에 회부되어, 타오위안현 양메이시에 있는 269기계화보병여단 고산정영구(高山頂營區)에 보내져 "회과(悔過)" 처분을 받았다.
처분 기간 중인 7월 3일, 옥외기온이 대단이 높은 동안 훙중추는 훈련을 명령받았다. 훙중추는 훈련중 물을 요구했지만 한번만 물을 마실수 있도록 허락받았다. 그 이후엔 물을 마시는 것을 허락받지 못했다. 17시 30분에 훈련이 종료되었을 때 훙중추는 열중증에 의해 호흡곤란과 경련을 일으켰다. 홍중추는 먼저 타오위안 현내의 병원에 보내졌지만 이미 체온이 44도에 달하였다. 그 후 타이베이 시의 삼군총의원(zh:三軍總醫院)에 보내졌지만 고체온, 전신의 내출혈 등 증상이 아주 심각해서 4일, 이른 아침에 사망했다. 사인은 과도한 운동에 의해 야기된 열중증, 저나트륨혈증으로 오는 다발성 장기 부전으로 알려졌다.

## 조사와 처분
- 훙중추가 사망한 2013년 7월 4일부터 유족이 소송을 시작해 타이완의 각 미디어에서도 보도가 시작됐다.[6]
- 7월 9일 : 국방부가 훙중추의 사망에 대한 책임을 인정하고,[7] 11일부터 15일에 걸쳐서, 훙중추의 사망에 관계된 269기계화보병여단과 542장갑여단의 군관,및 육군사령부를 포함하는 육군상층부에서의 처분을 발표했다.[8]
- 7월 15일 : 훙중추의 사체가 사법해부되어, 그 결과, 훙중추의 죽음은 우연한 사고가 아니고, 인위적으로 빚어진 것으로 밝혀졌다.[9]
- 7월 24일 : 타이완의 마잉주 총통은 훙중추의 유족과 사회에 대해, "군이 위법한 조치에 의해 훙중추는 사망해버렸다"고 사죄를 했다.[10]
- 7월 29일 : 가오화추 중화민국 국방부장이 인책 사임했다.[11]
- 그 후 : 군의 수사, 타오위완 지방검찰서의 수사를 거쳐 8월 23일, 3명의 군관이 타오위완 지방법원에 의해 구속되었다.[12]

## 같이 보기
- 경기도 연천 의무병 살인사건
- 훙츠융